# Gildas
San Gildas (c. 496 o 516 - c. 570) fue un miembro destacado de la iglesia celto-cristiana en Britania, cuyo renombrado conocimiento y estilo literario le hicieron ganarse la designación de Gildas Sapiens — "Gildas el Sabio"—. Fue ordenado sacerdote y en sus escritos muestra su preferencia por el ideal monástico. Fragmentos de cartas escritas por él revelan que creó una Regla para la vida monástica, que era más austera que la Regla escrita por su contemporáneo San David, y que establecía las oportunas penitencias por su incumplimiento.

## Vida
Existen dos textos que nos hablan sobre su vida: el primero fue escrito por un monje de Rhuys en Bretaña, probablemente en el siglo IX; el segundo, escrito por Caradoc de Llancarfan, contemporáneo y amigo de Godofredo de Monmouth, creado en la mitad del siglo XII. Caradoc no menciona ninguna relación con Bretaña. Por consiguiente, muchos estudiosos han considerado que los dos Gildas son personajes distintos. Sin embargo, en otros detalles, los dos textos se complementan.

### El texto de Rhuys
El primer texto, realizado por un escritor anónimo del monasterio que fundó Gildas en Rhuys, Bretaña, durante el siglo IX, señala que Gildas era hijo de Caunus —Caw, en inglés— y que nació en el territorio de Arecluta —Alt Clut o Strathclyde—. Fue entregado al cuidado de San Hildutus —Illtud, en inglés—, junto con Sansón y Pablo, para ser educado. Más tarde se marcharía a Iren —Irlanda— para continuar sus estudios. Ya como sacerdote, viajó al yr Hen Ogledd —Norte de Inglaterra— a predicar a los no conversos. Santa Brígida, fallecida en 524, le pidió un símbolo y Gildas construyó una campana que le envió. Ainmericus, rey de Irlanda, —Ainmere, en inglés—, pidió a Gildas que restableciera el poder de la iglesia, lo cual hizo. Fue a Roma y después a Rávena. Se estableció en la isla de Rhuys, donde llevó una vida solitaria. Más tarde, construiría un monasterio allí. También construyó un oratorio en la orilla del río Blavet. Diez años después de su salida de Britania, escribió un libro de género epistolar, en el cual criticaba a cinco de los reyes britanos. Murió el 29 de enero y su cuerpo, de acuerdo con sus deseos, fue colocado en un bote y dejado a la deriva. Tres meses más tarde, el 11 de mayo, unos habitantes de Rhuys encontraron su bote en un arroyo con su cuerpo aún intacto. Lo llevaron a Rhuys y lo enterraron allí.

### El texto de Llancarfan
Influido por Godofredo de Monmouth y su estilo normando, Caradoc de Llancarfan hace una descripción de la vida de Gildas un tanto distinta. Según él, Gildas fue educado en la Galia, se retiró a una vida de ermitaño cerca de Glastonbury, siendo enterrado en la abadía de esta localidad. Algunos expertos que han estudiado el texto, sospechan que esto último puede ser un fragmento para dar publicidad a Glastonbury.
Caradoc relata una historia de cómo Gildas interviene entre el Rey Arturo y un tal Rey Melwas del "País del Verano", quien había raptado a Ginebra y la había llevado a un baluarte en Glastonbury. Pronto llegaría Arturo para asediarle. Gildas logra convencer a Melwas para que libere a Ginebra, y los dos reyes firman la paz. Caradoc también relata cómo el hermano de Gildas, Huail ap Caw, se subleva contra Arturo, no reconociéndole como su señor. Arturo persigue a Huail y lo mata. En ese momento, Gildas estaba predicando en Armagh y sufrió mucho por la noticia.

### Otras tradiciones
En Gales del Norte, existe una fuerte tradición que coloca la decapitación de Huail, el hermano de Gildas, en Ruthin, al norte de Gales, donde se cree que está la verdadera piedra de la ejecución, en la plaza del pueblo. Otro hermano de Gildas, Celyn ap Caw, tenía su base en Garth Celyn en la costa septentrional de Gwynedd.
A Gildas se le atribuye un himno llamado "Lorica", una oración para liberarse del demonio, la cual tiene interesantes muestras de Hiberno-latín. Se le atribuye además el proverbio "Mab y Gaw" que se encuentra en el "Libro Rojo de Talgarth" -manuscrito 27 Llanstephan-.
En otra fuente histórica, Bonedd y Saint, se indica que Gildas tuvo tres hijos y una hija. Gwynnog ap Gildas y Noethon ap Gildas son nombrados al principio de esta fuente, junto con su hermana Dolgar. Otro hijo, llamado Tydech, es mencionado más adelante. Iolo Morganwg, poeta, coleccionista, antiquario y falsificador del siglo XIX, y cuyas fuentes son poco fiables, añade a la lista al santo Cenydd. 
Por otra parte, David Durnville, experto en el mundo celta y medievalista británico, sugiere que Gildas fue el maestro de Finnian de Moville que, a su vez, lo fue de San Columba de Iona.

## De Excidio Britanniae
De Excidio Britanniae o "Sobre la Ruina de Britania" es un sermón que consta de tres partes, en el cual Gildas condena los actos de sus contemporáneos, tanto laicos como religiosos. En la primera parte, Gildas narra, de forma breve, la historia de la Britania Romana, desde su conquista hasta los tiempos en los que él vive:
Respecto a su obstinación, sometimiento y rebelión, sobre su segundo sometimiento y su dura servidumbre; respecto a la religión, de acoso, los santos mártires, muchas herejías, de tiranos, de dos razas saqueadoras, respecto a la defensa y la posterior devastación, de una segunda venganza y una tercera devastación, respecto al hambre, de la carta a Agitio -normalmente identificado con el patricio Aecio-, de victoria, de crímenes, de enemigos declarados de repente, una plaga memorable, un consejo, un enemigo más salvaje que el primero, la subversión de las ciudades, respecto a aquellos que sobrevivieron, y respecto a la victoria final de nuestro país garantizada por la voluntad de Dios.
En la segunda parte, comienza con la aseveración: "Britania tiene reyes que, sin embargo, son tiranos; tiene jueces que, sin embargo, son todos impíos". Gildas narra la vida y acciones de cinco gobernantes contemporáneos: Constantino de Dumnonia; Aurelio Canino; Vortiporio de Demetae - más conocido como Dyfed-; Cuneglasus, al parecer de "La Casa del Oso" - o también la "Fortaleza del Oso", Dinarth, en Llandrillo-yn-Rhôs, cerca de Llandudno, al norte de Gales-; finalmente, Maglocunus o Maelgwn. Sin excepción, los describe como crueles, codiciosos y dice que viven en pecado.
La tercera parte empieza con las palabras: "Britania tiene predicadores, siendo todos mentirosos; numerosos pastores, siendo unos desvergonzados; clérigos que son todos astutos saqueadores". Gildas continúa con su jeremíada contra el clero de su época, pero no menciona nombres en esta parte y, por lo tanto, no arroja mucha luz sobre la historia de la iglesia británica de esta época.
La visión que se presenta en este sermón de una tierra devastada por saqueadores invasores y el desgobierno de funcionarios corruptos, ha sido ampliamente aceptada por los expertos durante siglos, debido a que en ella no sólo cupo la idea aceptada de la invasión, bárbaros que acabaron con la civilización romana dentro de los límites del antiguo imperio, sino porque también explica la difícil cuestión de por qué la antigua Britania fue una de las pocas partes del Imperio romano que no adquirió una lengua romance como hicieron Francia y España. Sin embargo, hay que recordar que la intención de Gildas es la de predicar a sus contemporáneos a la manera de un profeta del Antiguo Testamento, y no la de dejar constancia de hechos históricos: si bien Gildas hace una de las primeras descripciones del Muro de Adriano, omite los detalles allí donde no contribuyen a su mensaje. No obstante, "De Excidio Britanniae" se trata de uno de los trabajos más importantes no sólo sobre la Edad Media, sino de la Historia de Inglaterra, ya que es uno los pocos trabajos escritos en la antigua provincia romana que ha logrado llegar hasta nuestra época.
En "De Excidio Britanniae", Gildas menciona que el año de su nacimiento fue el mismo en el que tuvo lugar la Batalla del Monte Badon, cerca del año 500. Los Annales Cambriae indican que su muerte fue en el año 570, mientras que los Anales de Tigernach dicen que fue en 569.

## Legado en el periodo anglosajón
Tras la conquista de Britania descrita en De Excidio, Gildas fue un importante modelo para escritores anglosajones, escribiesen en latín o en inglés. La Historia ecclesiastica gentis Anglorum de Beda está basada en gran parte en el trabajo de Gildas por sus anotaciones acerca de las invasiones anglosajonas, y desarrolla la tesis de Gildas acerca de la pérdida del favor divino por parte de los britanos, para sugerir que dicho favor había pasado a los, por entonces, ya cristianizados anglosajones.
En el periodo posterior a Beda, los escritos de Gildas proveyeron el más importante modelo para el tratamiento que hizo Alcuino de York sobre las invasiones vikingas y, en particular, sus cartas sobre el saqueo de Lindisfarne en 793. La acción de invocar a Gildas como ejemplo histórico, sugiere la idea de una reforma moral y religiosa como remedio a las invasiones. De igual manera, Wulfstan de York se basó en Gildas a la hora de realizar sus sermones.